# Balsa
Ochroma pyramidale
Pour les articles homonymes, voir Balsa (homonymie).
Espèce
Classification phylogénétique
Le Balsa ou Fromager pyramidal (Ochroma pyramidale) est une espèce d'arbres de la famille des Bombacaceae, ou des Malvaceae, sous-famille des Bombacoideae, selon la classification phylogénétique. Aux Antilles françaises, l’espèce est connue sous le nom de pripri, fwomajé mapou, bwa flo, balsa, patte de lièvre.
C'est un grand arbre pouvant atteindre 40 m de haut, originaire des forêts tropicales d'Amérique du Sud et d'Amérique centrale. Son fruit est une longue capsule érigée, contenant une fibre laineuse ferrugineuse, appelée kapok, qui servait à rembourrer les oreillers et matelas. 
Le terme balsa désigne aussi le bois de cet arbre, extrêmement léger et cassant, utilisé notamment pour la réalisation de maquettes d'aéronefs, et dans le cinéma, pour créer des objets pouvant être facilement brisés (pour des scènes nécessitant des effets spéciaux). Il est couramment utilisé dans les composites sandwich pour la fabrication de pale d'éoliennes, de bateaux de plaisance ou de guerre (super structures de frégates), les palettes composant certaines raquettes de tennis de table, ainsi que dans le modélisme aérien et l’isolation thermique et phonique.
Le balsa est planté dans de nombreux pays tropicaux. Le premier pays producteur est l’Équateur.

## Étymologie et histoire de la nomenclature

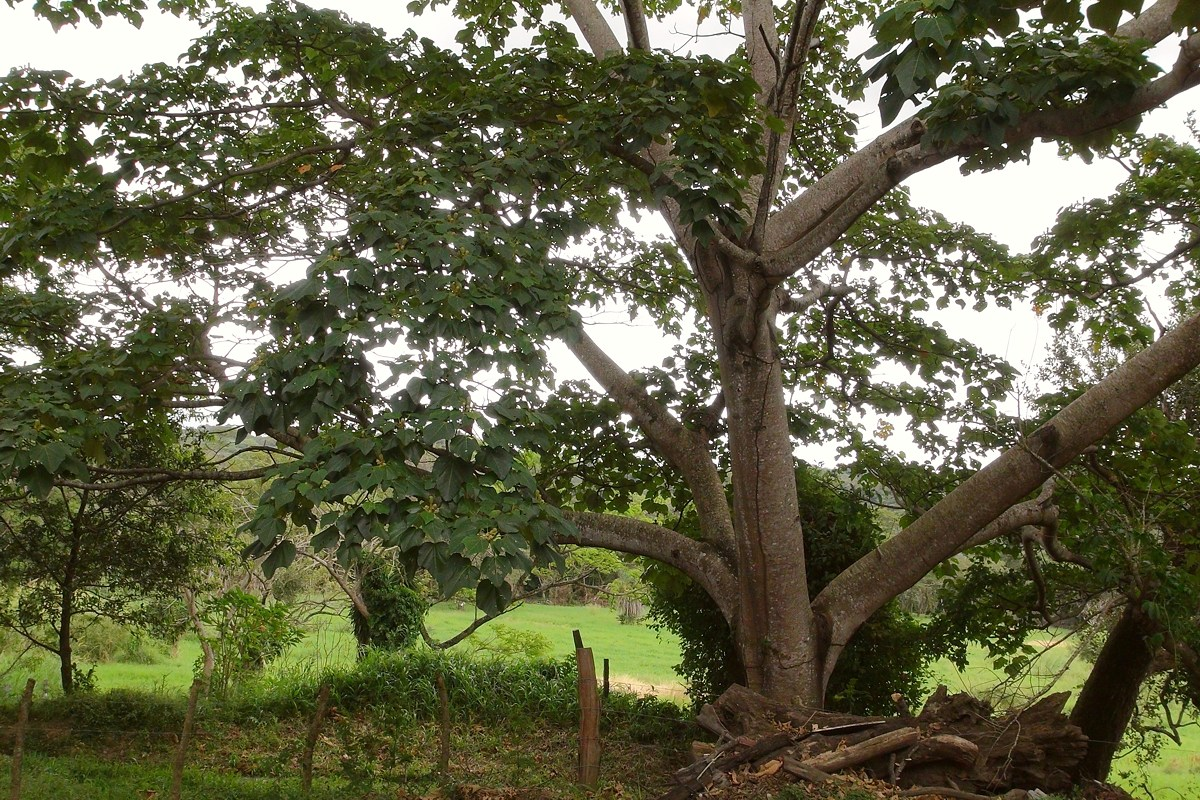
Ochroma pyramidale, balsa du Costa Rica, province de Guanacaste, Hacienda Guachipelin près de Rincon de la Vieja.

Le nom du genre Ochroma vient du grec ancien  ὤχρωμα, ôkhrôma « paleur », en raison, selon Émile Littré, des feuilles d’un roux pâle de l’ochroma pied de lièvre (ancien nom vernaculaire d’Ochroma pyramidale).
L’épithète spécifique pyramidale est un emprunt au bas latin pyramidalis dérivé de pyramis « pyramide ».
Le terme « balsa » est un emprunt à l’espagnol balsa, attesté à la fin du XIIIe siècle au sens de « radeau », puis (en 1640) de « bois léger, venant d’Amérique du Sud » (Alain Rey).
En 1788, Lamarck publie la première description de l'arbre sous le nom de Bombax pyramidale et du nom vulgaire de Fromager pyramidal. Il observe que « Cet arbre a été découvert, décrit & dessiné par le père Plumier. Il est très commun dans les Antilles, où il fleurit dans les mois de janvier & février. » Le père Charles Plumier envoyé aux Antilles par Louis XIV, pour décrire et dessiner la flore locale s’acquitta parfaitement de sa mission, en récoltant de nombreux spécimens et en réalisant un grand nombre de dessins. Lamarck cite aussi une description du botaniste espagnol Cavanilles.
Lamarck reconnaît manquer d’informations détaillées sur les caractères sexuels de la plante et se voit obligé à défaut de la laisser parmi les Fromagers (genre Bombax) de la famille des Malvacées (dans laquelle il met aussi le Baobab et les Cotonniers).
Après le XVIIe siècle, le siècle des Lumières fut animé par la soif de découvrir tous les pays et leurs peuples et toutes les flores et faunes du monde. Ce fut le siècle des grandes expéditions naturalistes autour du monde avec James Cook et Joseph Banks, de Bougainville et Philibert Commerson et de Humboldt et Bonpland en Amérique tropicale.
Le botaniste allemand Carl Kunth fut chargé par Alexander von Humboldt de déterminer l’énorme herbier de plus de 70 000 spécimens qu’il avait ramené avec Aimé Bonpland de leur expédition en Amérique du Sud (1799-1804). Kunt s’attelle à la tâche à Paris, de 1815 à 1828, où il arrive à décrire 3 000 nouvelles espèces. Le travail systématique ne peut se faire qu’en créant toujours plus de catégories hiérarchisées de type genre, famille, etc. Il propose donc de créer à côté de la famille des Malvaceae, une nouvelle famille ou tribu (il hésite) des Bombaceae (qui deviendra celle des Bombacaceae) regroupant les genres Bombax, Chorisia, Ochroma, etc., qu’il avait dû créer pour la flore américaine.
Il faut attendre 1920, pour que ces informations permettent à Ignaz Urban, un botaniste allemand, de faire passer le fromager pyramidal dans le genre Ochroma. Ce genre fut créé par Olof Swartz en 1788 pour les plantes à « calice double… cinq étamines réunies dans leur partie supérieure et portant des anthères lacuneuses, un germe supérieur, pyramidal, à style simple et à stigmate en massue striée, logée entre les anthères ; une capsule pyramidale, pentagone, avec cinq sillons, cinq loges, cinq valves, s’ouvrant vers le bas, et contenant plusieurs semences entourées d’un coton roux ». Le genre Ochroma est actuellement monospécifique. Mais Ochroma pyramidale étant extrêmement variable, on pensait autrefois que le genre comprenait 11 espèces.
Au tournant du XXe – XXIe siècle, l’analyse systématique des plantes a complètement été renouvelée par les techniques de séquençage de l'ADN permettant une approche de phylogénétique moléculaire. Il apparaît que les critères d’identification des Bombacaceae auxquels est rattaché Ochroma pyramydale sont arbitraires et de plus cette famille n’est pas monophylétique. C’est pourquoi, la famille des Bombacaceae fait maintenant partie de la famille des Malvaceae (au sens large), au côté des Tiliaceae et des Sterculiaceae.

## Synonymes
Tropicos recense 19 synonymes dont
- Bombax pyramidale Cav. ex Lam.
- Ochroma bicolor Rowlee
- Ochroma bolivianum Rowlee
- Ochroma concolor Rowlee
- Ochroma lagopus Sw.
- Ochroma obtusum Rowlee
- Ochroma tomentosum Humb. & Bonpl. ex Willd

## Description

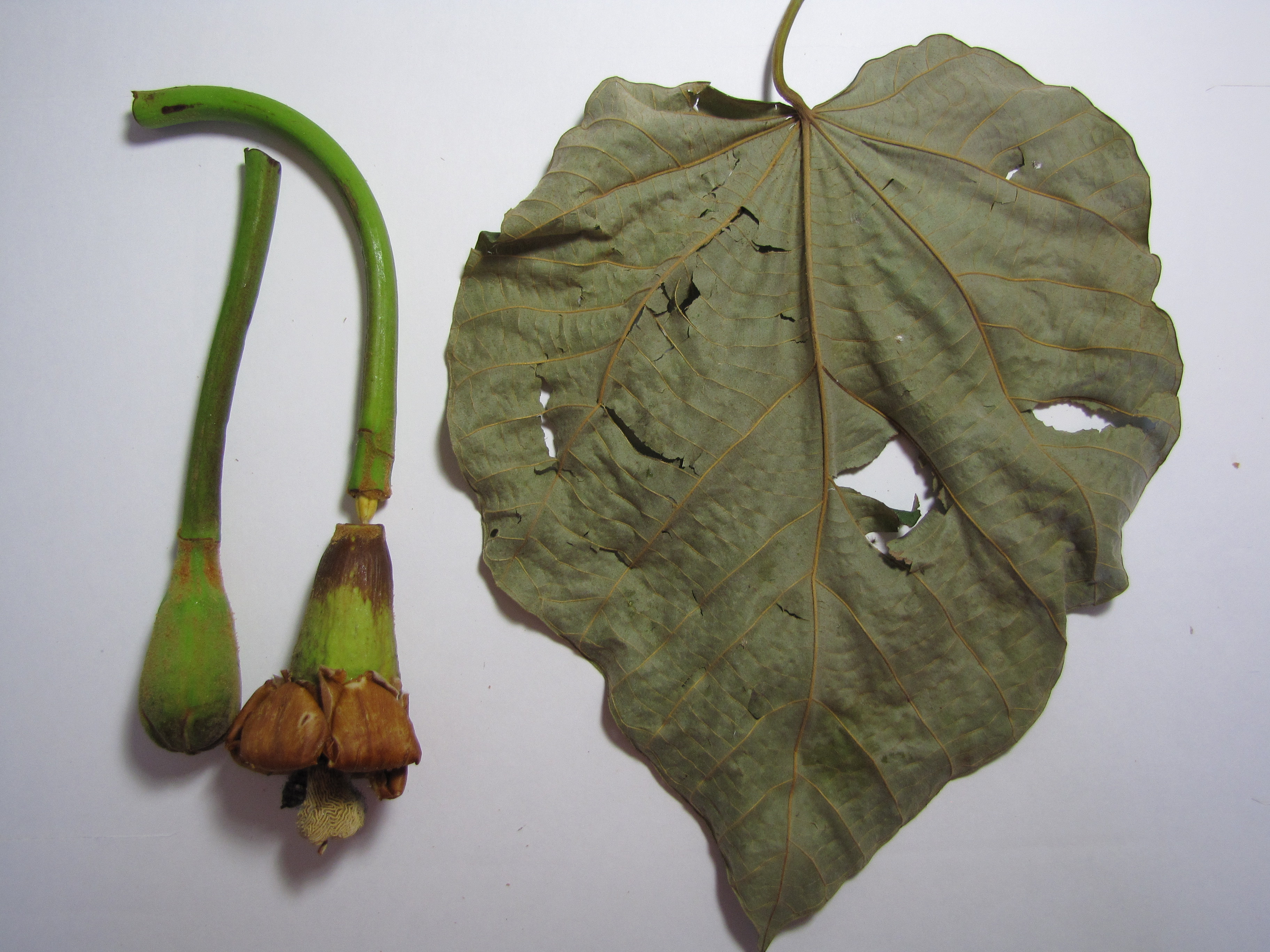
Bourgeon floral, fleur et feuille (Hawaï)

Ochroma pyramydale est un arbre pouvant atteindre 20 m de haut aux Antilles (Fournet, 2002) et 30 (à 50) m dans les forêts équatoriales d'Amérique. Le tronc de 100–180 cm de diamètre à hauteur de poitrine, possède de courts contreforts chez les sujets âgés. Les rameaux, pétioles et faces inférieures des feuilles sont pubérulents. La surface de l’écorce est lisse, marbrée de gris blanc et la cime est étalée.
Son feuillage est normalement persistant, sauf en cas de saison sèche prolongée.
La feuille suborbiculaire, cordée à tronquée à la base, aiguës à brièvement acuminées à l’apex, entière, dentée ou avec 3 à 5 lobes peu marqués, fait de 30 à 50 cm de diamètre. C’est une feuille palmée avec 3 à 5 nervures saillantes. La face supérieure est plus ou moins glabre alors que la face inférieure est couverte de poils stellés.
La fleur solitaire, portée par un pédoncule de 15 cm est bisexuée, 5-mère. Le calice tubulaire, de 8–12 cm de long, velouté possède 2 lobes triangulaires et aigus, les 3 autres arrondis, nettement carénés, à poils stellés à l’extérieur. Les 5 pétales blanchâtres à blanc-crème, obovés à subspatulés, pubérulents, veinés, font de 11–15 cm de long sur 5 cm de large, et sont longuement ciliés vers l’apex. Les nombreuses étamines sont réunies en une colonne staminale allongée, cylindrique, de 10–12,5 cm de long, portant des anthères sessiles ondulées depuis leur milieu jusqu'à l'apex. L’ovaire à 5 loges est conique à poils stellés. Le style en massue, fait 9–10 cm de long alors que le stigmate est spiralé,.
Les fleurs sont produites à partir de la troisième année, généralement à la fin de la saison des pluies lorsque peu d'autres arbres sont en fleur. Les grandes fleurs s'ouvrent en fin d'après-midi et restent ouvertes toute la nuit. Les fleurs qui produisent beaucoup de nectar sont visitées par les chauves-souris et les oiseaux (comme le Geai enfumé Psilorhinus morio).
Le fruit est une capsule érigée, noire, étroitement oblongue, pentagonale, à laine ferrugineuse fournissant le kapok. Elle fait 15 à 30 cm de long sur 2–3 cm de diamètre. Les graines piriformes, de 4–5 mm sont couvertes d’une abondante filasse brun pâle.

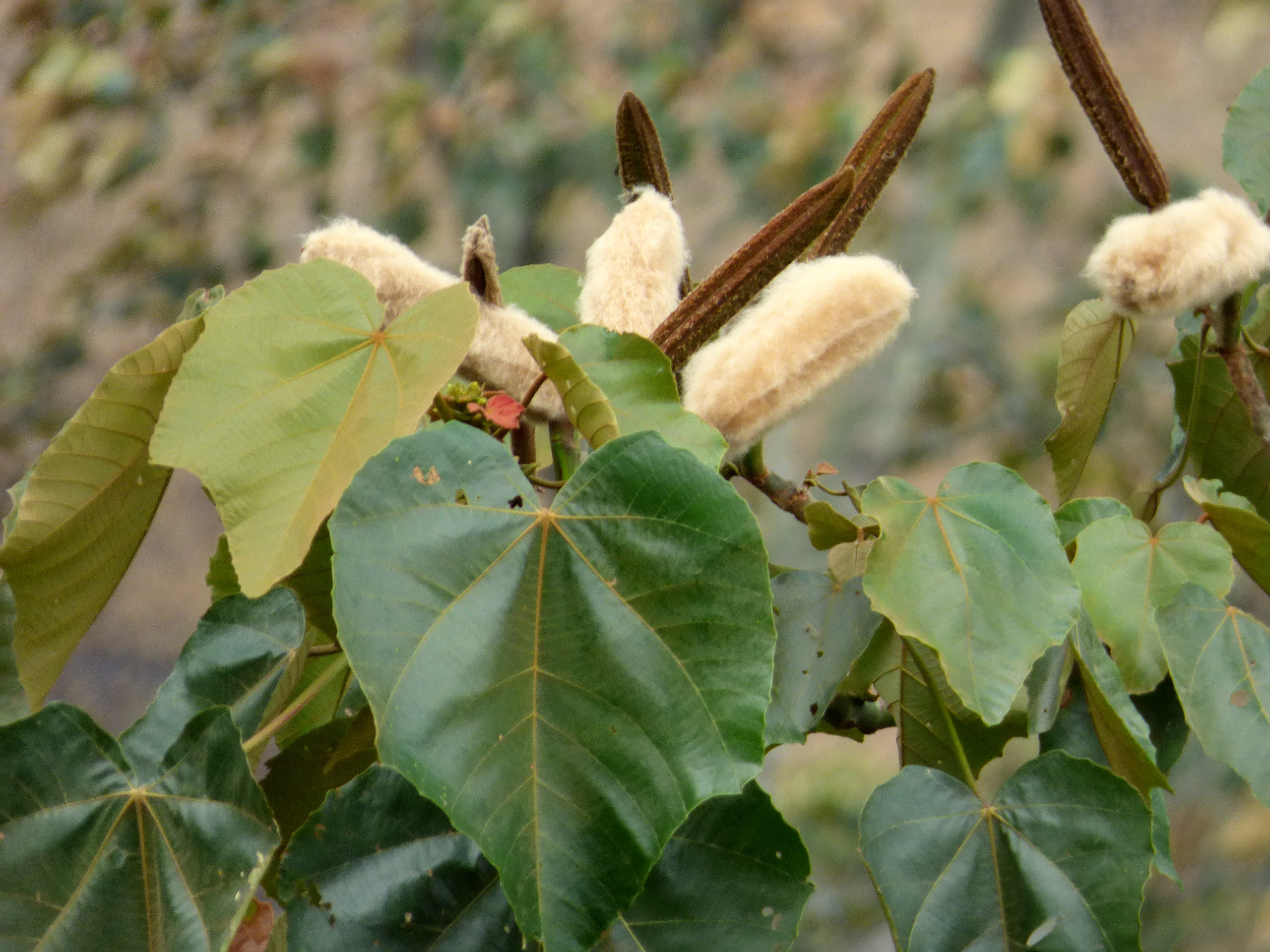
Feuille cordée, capsules fermées et ouvertes révélant le kapok
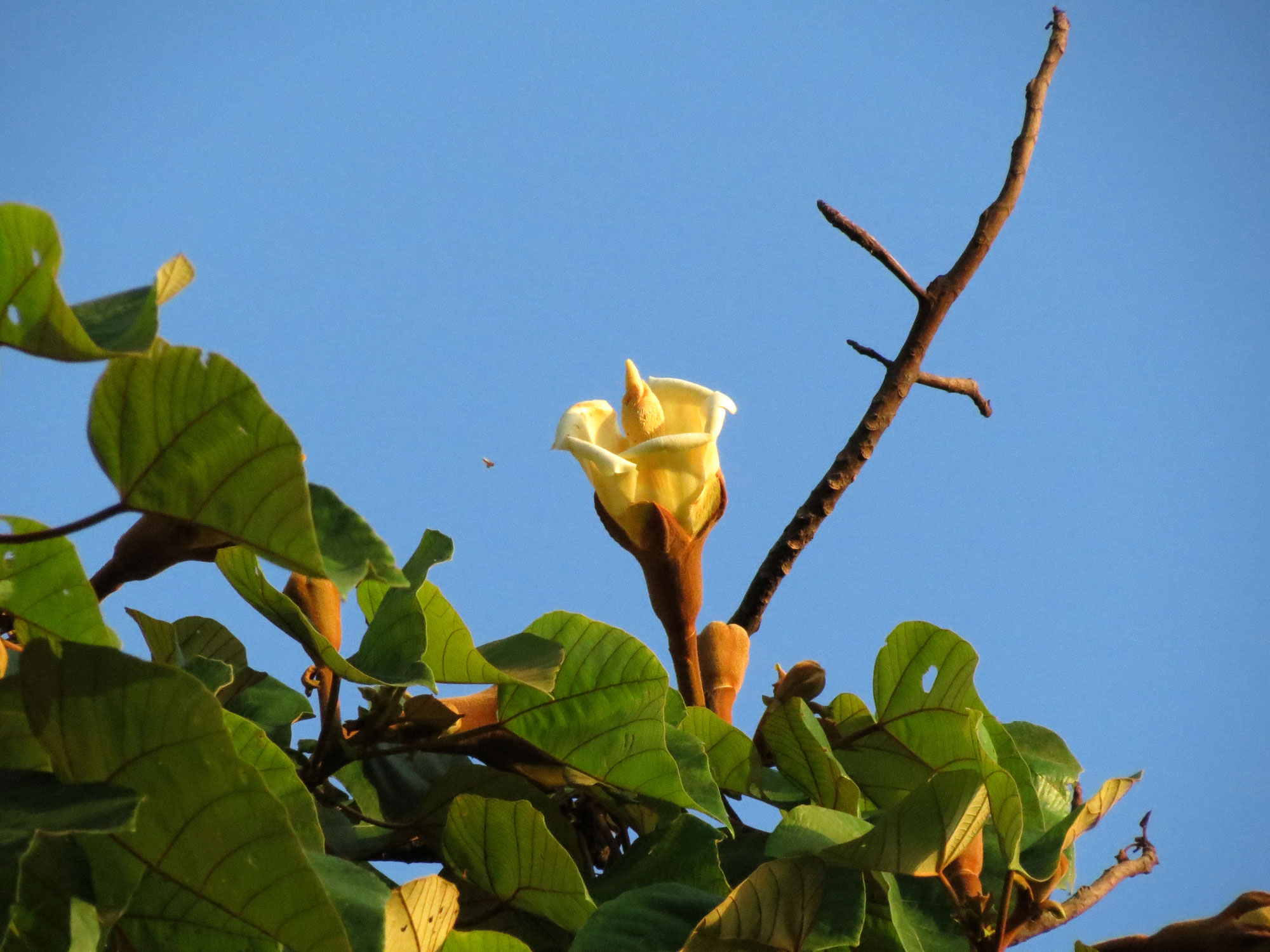
Grosse fleur érigée aux pétales crèmes
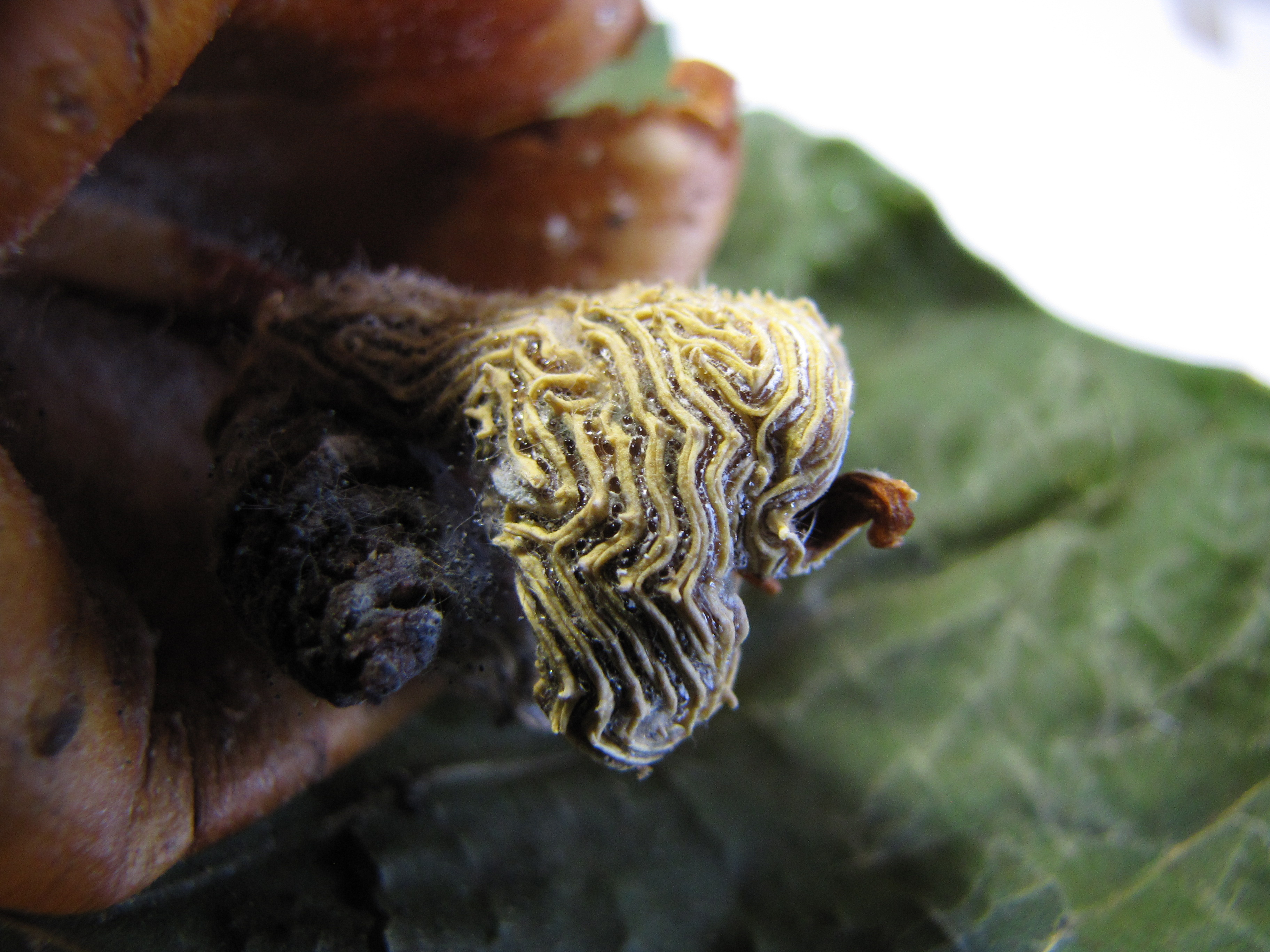
Fleur, style de 9–10 cm et stigmate en massue strié
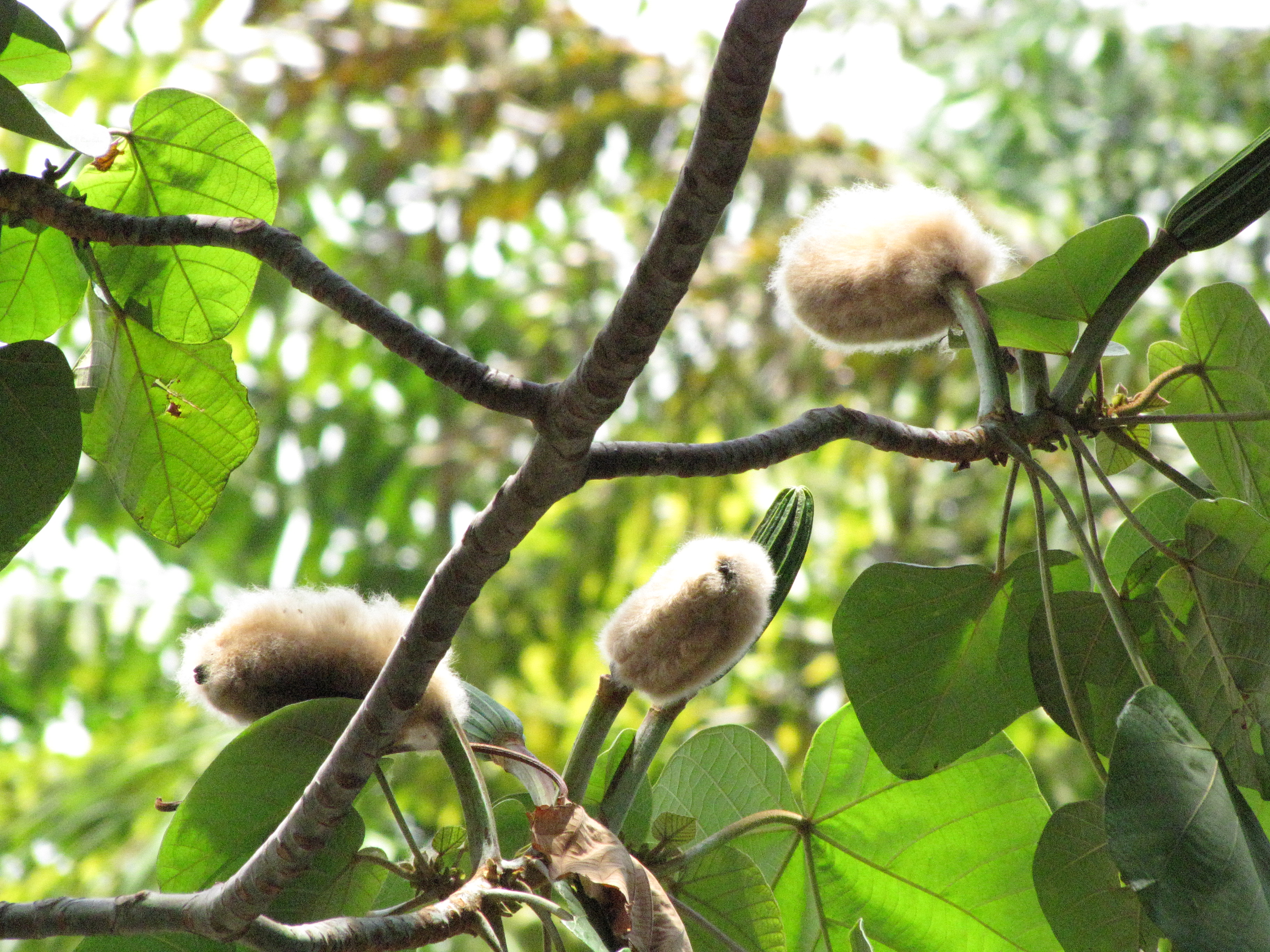
Capsules ouvertes

## Aire de répartition et habitat
L’aire de répartition naturelle d’Ochroma pyramidale couvre la partie tropicale de l'Amérique centrale et de l'Amérique du Sud (du sud du Mexique jusqu'à la Bolivie) et les Antilles. 
O. pyramidale est un pionnier typique qui colonise les clairières. Il est présent jusqu’à 1 000 m d’altitude, dans les régions où les précipitations annuelles sont de 1 250–3 000 mm et la température annuelle moyenne de 22–28 °C.
Il est planté dans de nombreux pays tropicaux, y compris en Afrique tropicale (Cameroun, Zimbabwe, Kenya, etc.) et l’Afrique du Sud ainsi qu’en Asie (Bangladesh, Birmanie, Cambodge, Chine, Inde, péninsule indochinoise, Indonésie, etc.). Il s’est naturalisé en certains endroits. Le premier pays producteur de balsa est l’Équateur. Selon les années, il produit 80 % à 90 % du balsa utilisé, industriellement, dans le monde.

## Culture
La production est difficile. c'est un arbre complexe qui ne pousse que dans des conditions climatiques particulières et à une certaine altitude. Le balsa pousse en touffe et il n'est pas possible de planter les arbres en alignement comme les bananiers et les hévéas. De plus il est sensible aux attaques des insectes.
C'est un arbre à croissance très rapide. Dès la première année, il croît de six mètres. En Amérique du Sud, l’accroissement annuel moyen en diamètre atteint 10 cm et au bout de 10-12 ans, lorsque la croissance se stabilise, l’arbre peut avoir atteint 20–25 m et environ 100 cm de diamètre. Cependant, c’est uniquement dans des conditions particulières que l’arbre peut atteindre 50 m, car il vieillit vite et il est sujet, vers 15 ans, au pourrissement qui lui enlève toute valeur commerciale. Il est en pratique exploité entre six et dix ans, parfois plus tôt, car la meilleure qualité du bois de balsa provient d’arbres abattus à l’âge de 5–6 ans.
Au moment de l'abattage, le bois est sursaturé d'humidité, de 200 à 800 % (de la masse anhydre). Il doit donc être séché très rapidement et traité à l'aide de produits hydrofuges. 

## Utilisations

### Utilisations traditionnelles aux Antilles et en Amazonie
La fibre laineuse de la capsule du fromager pyramidal, appelée kapok, servait autrefois comme matériau de rembourrage des oreillers et matelas.
Les Indiens d'Amazonie l'utilisaient pour fabriquer des radeaux à l'aide de troncs assemblés, ou des canots creusés dans des troncs d'arbres.

### Utilisations du bois

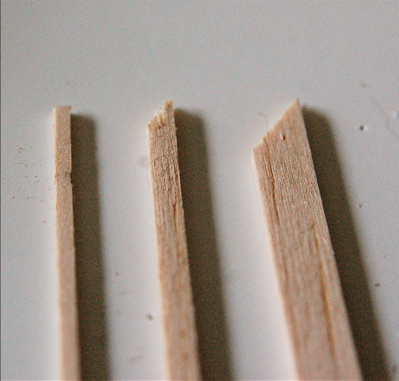
Différentes tailles de baguettes de balsa.

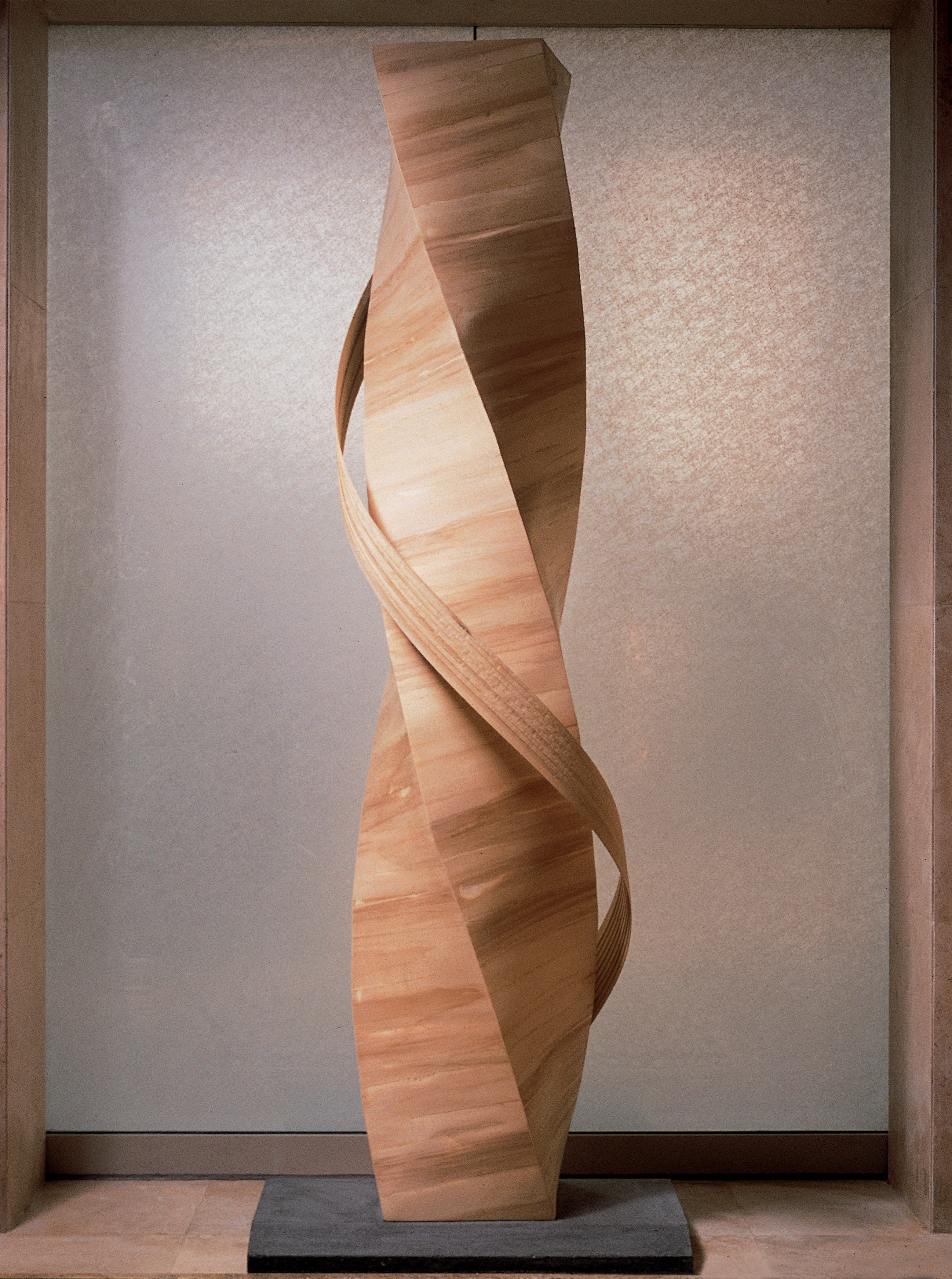
Double hélice.

#### Caractéristiques du bois
Le bois de cœur est blanc à gris-blanc, parfois avec une teinte rosée près du cœur chez les arbres plus âgés; il n'est pas démarqué de l'aubier. La majeure partie du stock commercialement utilisée est l'aubier. C'est un bois très tendre (sa dureté Monnin est de 0,2) et très léger — deux fois plus léger que le liège —, avec une densité typique de 0,14 (à 12 % d'humidité) — soit une masse volumique de 140 kg/m3 —, un tiers de la densité d'un bois ordinaire ; la masse volumique peut varier de 80 à 300 kg/m3. Sur les 74 essences de bois répertoriées par le Guide des essences de bois (éd. 2011), c'est celle qui a la densité la plus faible.
Le bois de balsa ou « bois de liège » est très facile à travailler avec des outils manuels et des machines-outils, mais des outils tranchants sont nécessaires pour éviter l'effritement. Il prend facilement des clous et des vis, mais est trop mou pour bien les tenir. Il possède une flottabilité inhabituellement élevée et constitue une isolation très efficace contre la chaleur et le bruit, il peut être utilisé à des températures très basses (jusqu'à −250 °C).
Le balsa n'est pas un bois durable car il est sujet aux attaques d'insectes foreurs, de termites et de champignons.

#### Usages anciens
Le bois très léger a été utilisé pour les bouées, les gilets et ceinture de sauvetage, les planches de surf, la construction aéronautique, la construction de navire et d'embarcations, les jouets, le modélisme, les planches de montage de laboratoire, les attelles. Le bois légèrement plus lourd convient pour l'emballage d'articles fragiles et comme isolant thermique, antivibratoire et phonique. Une grande variété de matières plastiques ont en grande partie remplacé ces usages du balsa.

#### Usage dans les matériaux composites
Actuellement, il vient souvent en complément d'autres matériaux composites, et peut donc être utilisé pour fabriquer des structures sandwiches, composées de plusieurs couches de matériaux dont une âme en plastique alvéolaire (polyuréthane, PVC, etc.), ou en nids d'abeille (en papier kraft, alliage de titane, etc.) ou en bois (balsa, contreplaqué, latté) et pris entre deux « peaux » en fibres de verre, de carbone, de kevlar, etc.. Cette technique qui optimise les qualités intrinsèques de chacun des composants employés permet d’obtenir des structures à la fois rigides et légères. 
Le balsa possède une résistance et une rigidité extrêmement élevée par rapport à son poids, ce qui en fait un matériau d’âme pour la construction sandwich. Il permet d'obtenir d’excellentes liaisons collées avec tous types de résines et adhésifs.
Depuis l'essor de l'énergie éolienne, le balsa est très recherché pour la fabrication de pales d’éoliennes. Le cœur en bois est pris en sandwich entre deux peaux de fibre de verre ou de carbone qui renforcent sa résistance. Dans les années 1980, les éoliennes étaient équipées de pale de 15 m, alors qu'aujourd'hui (2020) les éoliennes en mer ont des pales de 100 m de long. Or plus une pale est longue plus elle intègre de balsa. 
En 2018, l'envolée de la demande de balsa a provoqué un doublement de son prix entre la mi-2019 et le mi-2020. Les multinationales ont créé de grandes plantations de balsa dans les plaines côtières de l'Équateur. La forte demande a poussé à une accélération des coupes de bois dans les forêts équatoriennes entre 2017 et 2020. Le phénomène touche aussi le Pérou voisin. Ces derniers mois[Quand ?], le service péruvien de la faune et de la flore (Serfor) a multiplié les saisies de cargaisons de balsa illégales. Selon The Economist, le boom de l'énergie éolienne fragilise ainsi l'Amazonie équatorienne, qui assure 75 % de la production mondiale de ce bois. Les premières personnes concernées seraient les communautés indigènes.
En construction de bateaux de plaisance, le balsa est utilisé à partir des années 65-70 sous forme d'âme pour des constructions dites sandwich. Des cubes de balsa de quelques centimètres d'épaisseur sont collés pour former des plaques bois debout, c’est-à-dire avec la fibre dans le sens de l'épaisseur de la plaque, puis pris entre deux couches de composite fibre de verre de carbone et résine polyester ou époxy. On obtient ainsi un effet de poutre qui donne une excellente tenue à la flexion combinée avec une remarquable légèreté. Utilisé majoritairement sur les bateaux de performances, les monotypes et les multicoques, le sandwich permet d'alléger le poids du bordé. Une des marques dominantes est la société américaine Belco-Balsa qui fournit les constructeurs de bateaux de plaisance, mais aussi les shapers, artisans fabricant des planches de surf. Le sandwich balsa est utilisé pour la réalisation des ponts de bateaux en polyester, tandis que la coque est en général en composite verre-résine monolithique. Pont et coque sont ensuite assemblés comme des couvercles de boîtes à chaussures, puis collés et boulonnés.
Parmi les bateaux utilisant cette technique de sandwich balsa on peut citer les premiers modèles à succès produits par le  chantier Michel Dufour à la Rochelle : Le Sylphe (7M), l'Arpège , les Dufour 29, Dufour 31 et Dufour 35 et, dans le domaine de la voile légère, le Yole OK et le X4 souvent construits par des amateurs dans des moules fournis aux clubs par la Fédération française de voile. Toutefois ces constructions en sandwich vieillissent souvent assez mal : Les infiltrations d'eau à travers la fibre de verre et la résine provoquent des délaminations et un pourrissement du balsa par des microchampignons. Les ponts de certains bateaux deviennent mous et spongieux, comme c'était le cas pour le Sylphe réduit à l'état de quasi épave qui fut restauré par l'équipe de la revue Voile Magazine dans les années 2000.
Au début des années 70 un matériau nouveau, la mousse synthétique à cellules fermées, comme la mousse AIREX (TM), concurrença le balsa comme matériau pour l'âme des sandwiches composites. Même si des délaminations locales sur choc peuvent intervenir, le sandwich polyester-Airex est bien plus durable dans le temps et a assuré une excellente réputation au dériveur Laser qui est, avec plus de 210 000 exemplaires produits, le deuxième voilier de série le plus produit dans le monde après le Sunfish.
Le balsa est aussi très recherché pour le modélisme naval et surtout pour le modélisme aérien. Pour cette dernière activité il permet de construire des structures légères qui sont ensuite entoilées pour leur donner leur volume définitif et leur rigidité. Le balsa et le papier japon étaient les deux composants essentiels des kits d'avion Chalange et Bonnet commercialisés en France jusqu'au début des années 1980.
Parmi les autres utilisations on peut citer l’isolation thermique et phonique, la construction aéronautique, les flotteurs, les ceintures de sauvetage… Le balsa servit notamment dans la fabrication du De Havilland DH.98 Mosquito, ainsi que du Kon-Tiki.
Les Américains l'utilisent surtout dans la construction navale et plus particulièrement pour les yachts de luxe. La plus grosse consommation de bois de balsa est due aux chantiers navals. Il est en effet employé pour isoler les réservoirs des méthaniers notamment.
Le balsa est aussi utilisé pour protéger les extrémités des emballages de combustible nucléaire usagé en vue de leur transport par la SNCF. Il constitue en effet une bonne protection contre les chocs.
Le balsa est également utilisé comme bois pour certaines raquettes de tennis de table. Il s'utilise aussi en tant que bâtonnet interdentaire dans le cadre de l'hygiène bucco-dentaire.